# Dorsale Shcherbakov
La dorsale Shcherbakov è una catena montuosa dell'Antartide facente parte della più grande catena montuosa dei monti Orvin, di cui si costituisce l'estremità orientale. Situata nella Terra della Regina Maud e in particolare in corrispondenza della costa della Principessa Astrid, la formazione si snoda per oltre 30 km a est dei monti Conrad.

## Storia
La dorsale Shcherbakov è stata scoperta e fotografata durante la spedizione Nuova Svevia, 1938-39, comandata dal capitano tedesco Alfred Ritscher. La formazione fu poi mappata più dettagliatamente grazie a fotografie aeree scattate durante la sesta spedizione antartica norvegese, 1956-60, e poi fu nuovamente esplorata da una spedizione antartica sovietica nel 1960-61, che la battezzò con il suo attuale nome in onore dello scienziato sovietico Dmitrij Ivanovič Ščerbakov.